# Alces alces gigas
L'alce dell'Alaska (Alces alces gigas Miller, 1889) è un mammifero artiodattilo della famiglia dei cervidi diffuso in Alaska, nella parte occidentale dello Yukon e nel nord-ovest della Columbia Britannica. È la sottospecie più grande delle alci, con un'altezza media di 210 cm al garrese e un'ampiezza dei palchi di 180 cm.

## Descrizione
Le alci dell'Alaska sono sessualmente dimorfiche, con gli individui maschi che pesano il 40% in più delle femmine. Il maschio può superare un'altezza di 210 cm al garrese e pesare oltre 635 kg. Al momento della nascita, l'Alces alces gigas pesa in media circa 12,7 kg; nei successivi cinque mesi questo valore si decuplica. I palchi hanno un'ampiezza media di 180 cm: le loro dimensioni e conformazione sono influenzate dalla genetica, dall'alimentazione e dall'età dell'animale. I palchi stabiliscono il rango all'interno della società e influenzano il successo dell'accoppiamento. Gli esemplari femmina degli alci dell'Alaska raggiungono un'altezza media al garrese di 180 cm, con un peso di quasi 478 kg.
Il più grande alce dell'Alaska fu ucciso nell'area occidentale nel territorio dello Yukon nel settembre 1897: aveva un peso di 820 kg e un'altezza al garrese di 233 cm.

## Biologia

### Alimentazione
Le alci dell'Alaska hanno una dieta erbivora simile alle altre sottospecie dell'Alces alces, costituita da erbacce della vegetazione e germogi di alberi come il salice e la betulla. Un esemplare richiede un apporto giornaliero di 9770 kcal (per 32 chili). Non possiedono i denti anteriori superiori ma hanno otto incisivi affilati posti sulla mascella inferiore. La lingua, le gengive e le labbra sono particolarmente dure per aiutare la masticazione della vegetazione legnosa.

### Riproduzione
Le alci dell'Alaska non hanno legami sociali tra di loro ed entrano in contatto esclusivamente per accoppiarsi; nel caso di due alci maschi, anche per litigare per una femmina. Se un maschio viene sconfitto da un altro maschio, egli dovrà aspettare l'anno successivo per accoppiarsi. Sebbene l'alce non sia aggressiva nei confronti degli umani, durante la stagione degli amori può attaccare qualsiasi creatura con cui entra in contatto, compresi umani, lupi, cervi od orsi.
Le alci dell'Alaska si accoppiano ogni anno durante l'autunno e l'inverno, partorendo uno o due figli per volta. Al raggiungimento degli unidici mesi d'età, le alci lasciano le loro madri e diventano indipendenti.

## Distribuzione e habitat

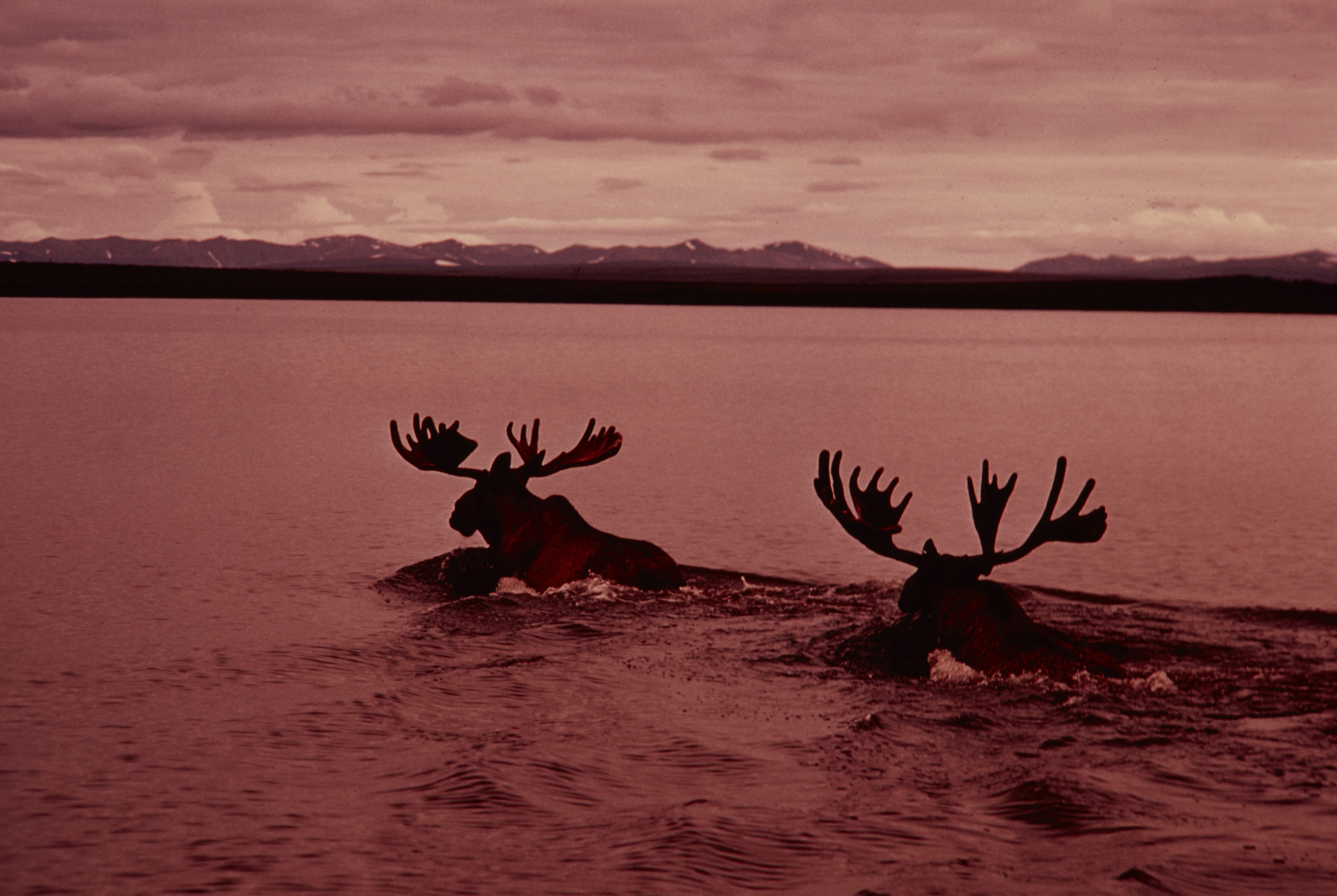
Due alci nuotano in un lago al largo del fiume Noatak, in Alaska

Questa specie di alce è quasi onnipresente in Alaska: la sua distribuzione va dal sud-est dello Stato al versante artico nel nord, con maggiore concentrazione nelle foreste settentrionali e nei paraggi dei fiumi maggiori come lo Stikine o lo Yukon. Possono anche essere trovati nelle aree che recentemente hanno subito degli incendi, poiché quelle aree genereranno fitti arbusti di salici, betulle e pioppi tremuli. Molti individui si spostano durante la stagione degli amori, del parto e per l'inverno: queste motivazioni possono portarli fino a quasi cento chilometri di distanza dai loro habitat usuali.